# 강은비
강은비(본명: 주미진, 1986년 4월 15일 ~ )는 대한민국의 배우, 아프리카TV BJ이다. 2012년 예명을 강은비에서 송은채로 바꿨다가 2016년 다시 예명을 강은비로 사용하고 있다. 2017년에는 아프리카TV BJ로 데뷔했다.

## 생애
서울특별시 강남구에서 1남 1녀 가운데 첫째로 태어났으며 중학교 1학년 시절에 패스트푸드점에서 캐스팅되면서 잡지 모델로 활동했다. 중학교 3학년 시절에 빙그레가 주최한 미스 빙그레 선발 대회에서 뮤직라이프상을 수상했고 2004년에 케이블 채널 퀴니에서 주최한 2004년 대한민국 얼짱전에서 최고의 얼짱으로 선정되는 영예를 안았다.
2005년에 영화 《몽정기 2》에 출연하면서부터 배우로 데뷔했고 MBC 시트콤 《레인보우 로망스》를 비롯한 여러 드라마에서 단역 배우로 출연했다. 또한 SBS 프로그램 《X맨》에 출연했고 2005년 MBC 방송연예대상에서 신인상을 수상하기도 했다. 2009년에 KBS 드라마 《솔약국집 아들들》에서 최수희 역할을 맡았으며 같은 해에 싱글 음반 《Makin' Love》을 발표했다. 2010년에는 연예 전문 케이블 채널 Y-STAR의 뉴스 프로그램 《스타뉴스》 진행을 맡았다.
2016년 10월에는 아바타TV와의 1년 계약을 통해 《강은비의 보일락》을 진행하면서 인터넷 방송인으로 데뷔했다. 2017년 10월 27일에 아프리카TV BJ로 데뷔했고 나중에 유튜브 채널을 개설했다. 특히 해외 축구 중계, 아프리카TV BJ와의 합동 방송, 《사연 읽어주는 여자〉, 《은비팍도사》, 《단결☆아이돌》 코너를 진행하면서 큰 인기를 끌었다. 하지만 아프리카TV 방송 도중에 페미니즘 비판 발언을 한 사실이 문제가 되어 염산 테러, 살해 협박까지 받기도 했다. 또한 페미니즘 단체로부터 명예 훼손 혐의로 피소되었고 2019년 9월 1일에는 법원으로부터 벌금 200만 원을 선고받기도 했다.

## 학력
- 서울왕북초등학교 (졸업)
- 숙명여자중학교 (졸업)
- 안양예술고등학교 무용과 (전학) → 청담고등학교 (졸업)
- 서울예술대학교 방송연예과 (중퇴)

## 출연 작품

### 드라마
| 연도 | 방송       | 제목                | 역할   | 비고 |
| ---- | ---------- | ------------------- | ------ | ---- |
| 2005 | MBC        | 레인보우 로망스     | 김은비 |      |
| 2006 | MBC        | 내 인생의 스페셜    | 윤예린 |      |
| 2006 | KBS2       | 드라마시티 - 포카라 | 한나윤 |      |
| 2006 | KBS2       | 포도밭 그 사나이    | 박홍이 |      |
| 2007 | OCN 무비스 | 색시몽              | 강한나 |      |
| 2008 | KBS2       | 돌아온 뚝배기       | 한계숙 |      |
| 2009 | KBS2       | 솔약국집 아들들     | 최수희 |      |

### 예능
- 2010년 QTV 《순위 정하는 여자》
- 2010년 SBS 《퀴즈! 육감대결》
- 2010년 Y-STAR 《스타뉴스》
- 2025년 TV CHOSUN 《조선의 사랑꾼》

### 영화
- 2006년 《생날선생》 ... 최진주 역
- 2007년 《도화지》 ... 상원 역
- 2014년 《레쓰링》 ... 은희 역
- 2015년 《어우동: 주인 없는 꽃》 ... 혜인 / 어우동 역
- 2015년 《금지된 섹스, 달콤한 복수》 ... 소리 역(주연)

### 시트콤
- 2005년 MBC 《레인보우 로망스》 ... 김은비 역

## 그 외

### 뮤직비디오
- 2013년 티아라 - 《비키니 (Feat. 스컬)》

### CF
- 롯데제과 롯데샌드 (노형욱, 윤문식과 공동 출연)
- 삼육식품 검은콩 칼슘 두유

## 음반
- 2009년 싱글 《Makin' Love》

## 모델
- 류자량 '로미오와 줄리엣' - 줄리엣 역(with 그룹 테이크의 네이든 리 로미오 역)[9]

## 수상
- 2005년 MBC 방송연예대상 신인상